# Yucca Valley
Yucca Valley é uma vila localizada no estado americano da Califórnia, no condado de San Bernardino. Foi incorporada em 27 de novembro de 1991.

## Geografia
De acordo com o United States Census Bureau, a vila tem uma área de 103,6 km², onde todos os 103,6 km² estão cobertos por terra.

### Localidades na vizinhança
O diagrama seguinte representa as localidades num raio de 40 km ao redor de Yucca Valley.

## Demografia
Segundo o censo nacional de 2010, a sua população é de 20 700 habitantes e sua densidade populacional é de 199,71 hab/km². Possui 9 558 residências, que resulta em uma densidade de 92,21 residências/km².